# Gostyniec
Gostyniec is een plaats in het Poolse district  Kamieński, woiwodschap West-Pommeren. De plaats maakt deel uit van de gemeente Świerzno en telt 165 inwoners.